# Walton-on-Trent
Walton-on-Trent är en by i Walton upon Trent i South Derbyshire i Derbyshire i England. Byn nämndes i Domedagsboken (Domesday Book) år 1086, och kallades då Waletune.